# Acajete, Veracruz
Acajete là một đô thị thuộc bang Veracruz, México. Năm 2005, dân số của đô thị này là 7558 người.